# ست الملك
ست المُلك بنت نزار العزيز بالله (359 هـ - 514 هـ = 970-1023). هي الأخت الكبرى للخليفة الحاكم بأمر الله سادس الخلفاء الفاطميين والإمام الإسماعيلي السادس عشر. بعد وفاة والدهما العزيز بالله الذي تولى الخلافة منذ 975 وحتى 996، حاولت تنحية أخيها عن العرش بمساعدة أحد الأقرباء. لكن ألقى برجوان المخصي القبض عليها. مع ذلك أصبحت الوصية على عرش ابن أخيها والخليفة التالي الظاهر بالله عام 1021.
لمدة عامين بعد بلوغه سن الرشد ظلت تفرض تأثيرها بصفتها مستشارة، والدليل على ذلك الإقطاعيات [الإنجليزية] الشاسعة التي ضمتها إليها. بعد توليها السلطة وإزالة منافسيها قامت بإلغاء الكثير من القوانين الغريبة التي فرضها أخوها الحاكم بأمر الله في عهده. كما اضطهدت ديانة الدروز التي آمنت بألوهية الحاكم بأمر الله. لقد أزالتها تمامًا من مصر، وحاصرتها في لبنان. عملت على تقليل الاضطرابات مع الإمبراطورية البيزنطية حول ملكية حلب. لكن قبل إتمام المفاوضات توفيت في الخامس من فبراير عام 1023 عن عمرٍ يناهر الثانية والخمسين عامًا.